# Список астероїдів (19801—19900)
| Назва                              | Тимчасове позначення | Дата відкриття  | Місце відкриття           | Відкривач                                              |
| ---------------------------------- | -------------------- | --------------- | ------------------------- | ------------------------------------------------------ |
| 19801 Каренлеммон (Karenlemmon)    | 2000 RZ64            | 1 вересня 2000  | Сокорро (Нью-Мексико)     | LINEAR                                                 |
| (19802) 2000 RD72                  | 2000 RD72            | 2 вересня 2000  | Сокорро (Нью-Мексико)     | LINEAR                                                 |
| (19803) 2000 RX90                  | 2000 RX90            | 3 вересня 2000  | Сокорро (Нью-Мексико)     | LINEAR                                                 |
| (19804) 2000 RY103                 | 2000 RY103           | 6 вересня 2000  | Сокорро (Нью-Мексико)     | LINEAR                                                 |
| (19805) 2000 SR11                  | 2000 SR11            | 24 вересня 2000 | Вішнянська обсерваторія   | Корадо Корлевіч                                        |
| 19806 Доматтх'юз (Domatthews)      | 2000 SX11            | 20 вересня 2000 | Сокорро (Нью-Мексико)     | LINEAR                                                 |
| (19807) 2000 SE16                  | 2000 SE16            | 23 вересня 2000 | Сокорро (Нью-Мексико)     | LINEAR                                                 |
| 19808 Елейнмакколл (Elainemccall)  | 2000 SN85            | 24 вересня 2000 | Сокорро (Нью-Мексико)     | LINEAR                                                 |
| 19809 Ненсіоуен (Nancyowen)        | 2000 SC86            | 24 вересня 2000 | Сокорро (Нью-Мексико)     | LINEAR                                                 |
| 19810 Партрідж (Partridge)         | 2000 SP112           | 24 вересня 2000 | Сокорро (Нью-Мексико)     | LINEAR                                                 |
| 19811 Кімперкінс (Kimperkins)      | 2000 SY114           | 24 вересня 2000 | Сокорро (Нью-Мексико)     | LINEAR                                                 |
| (19812) 2000 SG119                 | 2000 SG119           | 24 вересня 2000 | Сокорро (Нью-Мексико)     | LINEAR                                                 |
| 19813 Еріксандс (Ericsands)        | 2000 SF121           | 24 вересня 2000 | Сокорро (Нью-Мексико)     | LINEAR                                                 |
| (19814) 2000 ST124                 | 2000 ST124           | 24 вересня 2000 | Сокорро (Нью-Мексико)     | LINEAR                                                 |
| 19815 Маршасега (Marshasega)       | 2000 ST127           | 24 вересня 2000 | Сокорро (Нью-Мексико)     | LINEAR                                                 |
| 19816 Вейнсіферт (Wayneseyfert)    | 2000 SO128           | 24 вересня 2000 | Сокорро (Нью-Мексико)     | LINEAR                                                 |
| 19817 Ларашелтон (Larashelton)     | 2000 SK145           | 24 вересня 2000 | Сокорро (Нью-Мексико)     | LINEAR                                                 |
| 19818 Шотвел (Shotwell)            | 2000 SB150           | 24 вересня 2000 | Сокорро (Нью-Мексико)     | LINEAR                                                 |
| (19819) 2000 SQ152                 | 2000 SQ152           | 24 вересня 2000 | Сокорро (Нью-Мексико)     | LINEAR                                                 |
| 19820 Стоверс (Stowers)            | 2000 ST153           | 24 вересня 2000 | Сокорро (Нью-Мексико)     | LINEAR                                                 |
| 19821 Керолтолін (Caroltolin)      | 2000 SU154           | 24 вересня 2000 | Сокорро (Нью-Мексико)     | LINEAR                                                 |
| 19822 Фонцілонка (Vonzielonka)     | 2000 SK169           | 23 вересня 2000 | Сокорро (Нью-Мексико)     | LINEAR                                                 |
| (19823) 2000 SD170                 | 2000 SD170           | 24 вересня 2000 | Сокорро (Нью-Мексико)     | LINEAR                                                 |
| (19824) 2000 SL176                 | 2000 SL176           | 28 вересня 2000 | Сокорро (Нью-Мексико)     | LINEAR                                                 |
| (19825) 2000 SN179                 | 2000 SN179           | 28 вересня 2000 | Сокорро (Нью-Мексико)     | LINEAR                                                 |
| 19826 Петвокер (Patwalker)         | 2000 SX192           | 24 вересня 2000 | Сокорро (Нью-Мексико)     | LINEAR                                                 |
| (19827) 2000 SN212                 | 2000 SN212           | 25 вересня 2000 | Сокорро (Нью-Мексико)     | LINEAR                                                 |
| (19828) 2000 SB214                 | 2000 SB214           | 25 вересня 2000 | Сокорро (Нью-Мексико)     | LINEAR                                                 |
| (19829) 2000 SH217                 | 2000 SH217           | 26 вересня 2000 | Сокорро (Нью-Мексико)     | LINEAR                                                 |
| (19830) 2000 SC218                 | 2000 SC218           | 26 вересня 2000 | Сокорро (Нью-Мексико)     | LINEAR                                                 |
| (19831) 2000 SV225                 | 2000 SV225           | 27 вересня 2000 | Сокорро (Нью-Мексико)     | LINEAR                                                 |
| (19832) 2000 SS226                 | 2000 SS226           | 27 вересня 2000 | Сокорро (Нью-Мексико)     | LINEAR                                                 |
| 19833 Віквор (Wickwar)             | 2000 SA230           | 28 вересня 2000 | Сокорро (Нью-Мексико)     | LINEAR                                                 |
| (19834) 2000 SO238                 | 2000 SO238           | 26 вересня 2000 | Сокорро (Нью-Мексико)     | LINEAR                                                 |
| 19835 Зреда (Zreda)                | 2000 SQ252           | 24 вересня 2000 | Сокорро (Нью-Мексико)     | LINEAR                                                 |
| (19836) 2000 SC270                 | 2000 SC270           | 27 вересня 2000 | Сокорро (Нью-Мексико)     | LINEAR                                                 |
| (19837) 2000 SE271                 | 2000 SE271           | 27 вересня 2000 | Сокорро (Нью-Мексико)     | LINEAR                                                 |
| (19838) 2000 SA273                 | 2000 SA273           | 28 вересня 2000 | Сокорро (Нью-Мексико)     | LINEAR                                                 |
| (19839) 2000 SW275                 | 2000 SW275           | 28 вересня 2000 | Сокорро (Нью-Мексико)     | LINEAR                                                 |
| (19840) 2000 SB280                 | 2000 SB280           | 27 вересня 2000 | Сокорро (Нью-Мексико)     | LINEAR                                                 |
| (19841) 2000 SO280                 | 2000 SO280           | 30 вересня 2000 | Сокорро (Нью-Мексико)     | LINEAR                                                 |
| (19842) 2000 SU298                 | 2000 SU298           | 28 вересня 2000 | Сокорро (Нью-Мексико)     | LINEAR                                                 |
| (19843) 2000 SM309                 | 2000 SM309           | 30 вересня 2000 | Сокорро (Нью-Мексико)     | LINEAR                                                 |
| (19844) 2000 ST317                 | 2000 ST317           | 30 вересня 2000 | Сокорро (Нью-Мексико)     | LINEAR                                                 |
| (19845) 2000 SY319                 | 2000 SY319           | 27 вересня 2000 | Сокорро (Нью-Мексико)     | LINEAR                                                 |
| (19846) 2000 SN327                 | 2000 SN327           | 30 вересня 2000 | Сокорро (Нью-Мексико)     | LINEAR                                                 |
| (19847) 2000 ST339                 | 2000 ST339           | 25 вересня 2000 | Обсерваторія Кітт-Пік     | Spacewatch                                             |
| 19848 Йончхучхіу (Yeungchuchiu)    | 2000 TR              | 2 жовтня 2000   | Обсерваторія Дезерт-Бівер | Вільям Йон                                             |
| (19849) 2000 TL18                  | 2000 TL18            | 1 жовтня 2000   | Сокорро (Нью-Мексико)     | LINEAR                                                 |
| (19850) 2000 TQ25                  | 2000 TQ25            | 2 жовтня 2000   | Сокорро (Нью-Мексико)     | LINEAR                                                 |
| (19851) 2000 TD42                  | 2000 TD42            | 1 жовтня 2000   | Сокорро (Нью-Мексико)     | LINEAR                                                 |
| (19852) 2000 TT58                  | 2000 TT58            | 2 жовтня 2000   | Станція Андерсон-Меса     | LONEOS                                                 |
| 19853 Ichinomiya                   | 2000 TL60            | 2 жовтня 2000   | Станція Андерсон-Меса     | LONEOS                                                 |
| (19854) 2000 UV5                   | 2000 UV5             | 19 жовтня 2000  | Обсерваторія Кітт-Пік     | Spacewatch                                             |
| 19855 Борісалєксєєв (Borisalexeev) | 2000 UE6             | 24 жовтня 2000  | Сокорро (Нью-Мексико)     | LINEAR                                                 |
| (19856) 2000 UP8                   | 2000 UP8             | 24 жовтня 2000  | Сокорро (Нью-Мексико)     | LINEAR                                                 |
| 19857 Амандаджейн (Amandajane)     | 2000 UC11            | 19 жовтня 2000  | Олате                     | Л. Робінсон                                            |
| (19858) 2000 UT18                  | 2000 UT18            | 25 жовтня 2000  | Сокорро (Нью-Мексико)     | LINEAR                                                 |
| (19859) 2000 UK22                  | 2000 UK22            | 24 жовтня 2000  | Сокорро (Нью-Мексико)     | LINEAR                                                 |
| 19860 Анахтар (Anahtar)            | 2000 UB52            | 24 жовтня 2000  | Сокорро (Нью-Мексико)     | LINEAR                                                 |
| 19861 Остер (Auster)               | 2000 US79            | 24 жовтня 2000  | Сокорро (Нью-Мексико)     | LINEAR                                                 |
| (19862) 2556 P-L                   | 2556 P-L             | 24 вересня 1960 | Паломарська обсерваторія  | К. Й. ван Гаутен, І. ван Гаутен-Ґроневельд, Т. Герельс |
| (19863) 2725 P-L                   | 2725 P-L             | 24 вересня 1960 | Паломарська обсерваторія  | К. Й. ван Гаутен, І. ван Гаутен-Ґроневельд, Т. Герельс |
| (19864) 2775 P-L                   | 2775 P-L             | 24 вересня 1960 | Паломарська обсерваторія  | К. Й. ван Гаутен, І. ван Гаутен-Ґроневельд, Т. Герельс |
| (19865) 2825 P-L                   | 2825 P-L             | 24 вересня 1960 | Паломарська обсерваторія  | К. Й. ван Гаутен, І. ван Гаутен-Ґроневельд, Т. Герельс |
| (19866) 4014 P-L                   | 4014 P-L             | 24 вересня 1960 | Паломарська обсерваторія  | К. Й. ван Гаутен, І. ван Гаутен-Ґроневельд, Т. Герельс |
| (19867) 4061 P-L                   | 4061 P-L             | 24 вересня 1960 | Паломарська обсерваторія  | К. Й. ван Гаутен, І. ван Гаутен-Ґроневельд, Т. Герельс |
| (19868) 4072 P-L                   | 4072 P-L             | 24 вересня 1960 | Паломарська обсерваторія  | К. Й. ван Гаутен, І. ван Гаутен-Ґроневельд, Т. Герельс |
| (19869) 4202 P-L                   | 4202 P-L             | 24 вересня 1960 | Паломарська обсерваторія  | К. Й. ван Гаутен, І. ван Гаутен-Ґроневельд, Т. Герельс |
| (19870) 4780 P-L                   | 4780 P-L             | 24 вересня 1960 | Паломарська обсерваторія  | К. Й. ван Гаутен, І. ван Гаутен-Ґроневельд, Т. Герельс |
| (19871) 6058 P-L                   | 6058 P-L             | 24 вересня 1960 | Паломарська обсерваторія  | К. Й. ван Гаутен, І. ван Гаутен-Ґроневельд, Т. Герельс |
| 19872 Chendonghua                  | 6097 P-L             | 24 вересня 1960 | Паломарська обсерваторія  | К. Й. ван Гаутен, І. ван Гаутен-Ґроневельд, Т. Герельс |
| 19873 Chentao                      | 6632 P-L             | 24 вересня 1960 | Паломарська обсерваторія  | К. Й. ван Гаутен, І. ван Гаутен-Ґроневельд, Т. Герельс |
| 19874 Liudongyan                   | 6775 P-L             | 24 вересня 1960 | Паломарська обсерваторія  | К. Й. ван Гаутен, І. ван Гаутен-Ґроневельд, Т. Герельс |
| 19875 Ґедес (Guedes)               | 6791 P-L             | 24 вересня 1960 | Паломарська обсерваторія  | К. Й. ван Гаутен, І. ван Гаутен-Ґроневельд, Т. Герельс |
| (19876) 7637 P-L                   | 7637 P-L             | 22 жовтня 1960  | Паломарська обсерваторія  | К. Й. ван Гаутен, І. ван Гаутен-Ґроневельд, Т. Герельс |
| (19877) 9086 P-L                   | 9086 P-L             | 17 жовтня 1960  | Паломарська обсерваторія  | К. Й. ван Гаутен, І. ван Гаутен-Ґроневельд, Т. Герельс |
| (19878) 1030 T-1                   | 1030 T-1             | 25 березня 1971 | Паломарська обсерваторія  | К. Й. ван Гаутен, І. ван Гаутен-Ґроневельд, Т. Герельс |
| (19879) 1274 T-1                   | 1274 T-1             | 25 березня 1971 | Паломарська обсерваторія  | К. Й. ван Гаутен, І. ван Гаутен-Ґроневельд, Т. Герельс |
| (19880) 2247 T-1                   | 2247 T-1             | 25 березня 1971 | Паломарська обсерваторія  | К. Й. ван Гаутен, І. ван Гаутен-Ґроневельд, Т. Герельс |
| (19881) 2288 T-1                   | 2288 T-1             | 25 березня 1971 | Паломарська обсерваторія  | К. Й. ван Гаутен, І. ван Гаутен-Ґроневельд, Т. Герельс |
| (19882) 3024 T-1                   | 3024 T-1             | 26 березня 1971 | Паломарська обсерваторія  | К. Й. ван Гаутен, І. ван Гаутен-Ґроневельд, Т. Герельс |
| (19883) 4058 T-1                   | 4058 T-1             | 26 березня 1971 | Паломарська обсерваторія  | К. Й. ван Гаутен, І. ван Гаутен-Ґроневельд, Т. Герельс |
| (19884) 4125 T-1                   | 4125 T-1             | 26 березня 1971 | Паломарська обсерваторія  | К. Й. ван Гаутен, І. ван Гаутен-Ґроневельд, Т. Герельс |
| (19885) 4283 T-1                   | 4283 T-1             | 26 березня 1971 | Паломарська обсерваторія  | К. Й. ван Гаутен, І. ван Гаутен-Ґроневельд, Т. Герельс |
| (19886) 1167 T-2                   | 1167 T-2             | 29 вересня 1973 | Паломарська обсерваторія  | К. Й. ван Гаутен, І. ван Гаутен-Ґроневельд, Т. Герельс |
| (19887) 1279 T-2                   | 1279 T-2             | 29 вересня 1973 | Паломарська обсерваторія  | К. Й. ван Гаутен, І. ван Гаутен-Ґроневельд, Т. Герельс |
| (19888) 2048 T-2                   | 2048 T-2             | 29 вересня 1973 | Паломарська обсерваторія  | К. Й. ван Гаутен, І. ван Гаутен-Ґроневельд, Т. Герельс |
| (19889) 2304 T-2                   | 2304 T-2             | 29 вересня 1973 | Паломарська обсерваторія  | К. Й. ван Гаутен, І. ван Гаутен-Ґроневельд, Т. Герельс |
| (19890) 3042 T-2                   | 3042 T-2             | 30 вересня 1973 | Паломарська обсерваторія  | К. Й. ван Гаутен, І. ван Гаутен-Ґроневельд, Т. Герельс |
| (19891) 3326 T-2                   | 3326 T-2             | 25 вересня 1973 | Паломарська обсерваторія  | К. Й. ван Гаутен, І. ван Гаутен-Ґроневельд, Т. Герельс |
| (19892) 4128 T-2                   | 4128 T-2             | 29 вересня 1973 | Паломарська обсерваторія  | К. Й. ван Гаутен, І. ван Гаутен-Ґроневельд, Т. Герельс |
| (19893) 4524 T-2                   | 4524 T-2             | 30 вересня 1973 | Паломарська обсерваторія  | К. Й. ван Гаутен, І. ван Гаутен-Ґроневельд, Т. Герельс |
| (19894) 5124 T-2                   | 5124 T-2             | 25 вересня 1973 | Паломарська обсерваторія  | К. Й. ван Гаутен, І. ван Гаутен-Ґроневельд, Т. Герельс |
| (19895) 5161 T-2                   | 5161 T-2             | 25 вересня 1973 | Паломарська обсерваторія  | К. Й. ван Гаутен, І. ван Гаутен-Ґроневельд, Т. Герельс |
| (19896) 5366 T-2                   | 5366 T-2             | 30 вересня 1973 | Паломарська обсерваторія  | К. Й. ван Гаутен, І. ван Гаутен-Ґроневельд, Т. Герельс |
| (19897) 1097 T-3                   | 1097 T-3             | 17 жовтня 1977  | Паломарська обсерваторія  | К. Й. ван Гаутен, І. ван Гаутен-Ґроневельд, Т. Герельс |
| (19898) 1177 T-3                   | 1177 T-3             | 17 жовтня 1977  | Паломарська обсерваторія  | К. Й. ван Гаутен, І. ван Гаутен-Ґроневельд, Т. Герельс |
| (19899) 1188 T-3                   | 1188 T-3             | 17 жовтня 1977  | Паломарська обсерваторія  | К. Й. ван Гаутен, І. ван Гаутен-Ґроневельд, Т. Герельс |
| (19900) 2172 T-3                   | 2172 T-3             | 16 жовтня 1977  | Паломарська обсерваторія  | К. Й. ван Гаутен, І. ван Гаутен-Ґроневельд, Т. Герельс |

| ← Астероїди 10001—20000 → |             |             |             |             |             |             |             |             |             |
| 10001—10100               | 11001—11100 | 12001—12100 | 13001—13100 | 14001—14100 | 15001—15100 | 16001—16100 | 17001—17100 | 18001—18100 | 19001—19100 |
| 10101—10200               | 11101—11200 | 12101—12200 | 13101—13200 | 14101—14200 | 15101—15200 | 16101—16200 | 17101—17200 | 18101—18200 | 19101—19200 |
| 10201—10300               | 11201—11300 | 12201—12300 | 13201—13300 | 14201—14300 | 15201—15300 | 16201—16300 | 17201—17300 | 18201—18300 | 19201—19300 |
| 10301—10400               | 11301—11400 | 12301—12400 | 13301—13400 | 14301—14400 | 15301—15400 | 16301—16400 | 17301—17400 | 18301—18400 | 19301—19400 |
| 10401—10500               | 11401—11500 | 12401—12500 | 13401—13500 | 14401—14500 | 15401—15500 | 16401—16500 | 17401—17500 | 18401—18500 | 19401—19500 |
| 10501—10600               | 11501—11600 | 12501—12600 | 13501—13600 | 14501—14600 | 15501—15600 | 16501—16600 | 17501—17600 | 18501—18600 | 19501—19600 |
| 10601—10700               | 11601—11700 | 12601—12700 | 13601—13700 | 14601—14700 | 15601—15700 | 16601—16700 | 17601—17700 | 18601—18700 | 19601—19700 |
| 10701—10800               | 11701—11800 | 12701—12800 | 13701—13800 | 14701—14800 | 15701—15800 | 16701—16800 | 17701—17800 | 18701—18800 | 19701—19800 |
| 10801—10900               | 11801—11900 | 12801—12900 | 13801—13900 | 14801—14900 | 15801—15900 | 16801—16900 | 17801—17900 | 18801—18900 | 19801—19900 |
| 10901—11000               | 11901—12000 | 12901—13000 | 13901—14000 | 14901—15000 | 15901—16000 | 16901—17000 | 17901—18000 | 18901—19000 | 19901—20000 |